# Psychotria mayana
Psychotria mayana är en måreväxtart som beskrevs av W.N.Takeuchi. Psychotria mayana ingår i släktet Psychotria och familjen måreväxter. Inga underarter finns listade i Catalogue of Life.